# Tramlijn Venlo - Maasbree - Helden
De tramlijn Venlo - Maasbree - Helden, kortweg VMH genoemd, is een voormalige regionale tramlijn tussen Venlo en Helden. Feitelijk liep de lijn door tot Beringe.
De VMH werd op 11 november 1909 opgericht onder de officiële naam Stoomtramweg-Maatschappij Venlo - Maasbree - Helden. De lijn werd op 26 maart 1912 officieel in gebruik genomen en had een lengte van 20,2 kilometer. Het beginpunt van de lijn lag direct aan de Maasbrug in Venlo en eindigde bij de tramremise in Beringe.
Aanvankelijk lagen er nog plannen om de lijn door te trekken naar Meijel, maar deze werden nooit uitgevoerd. De lijn had een frequentie van vijf diensten per dag. Daarnaast werd een goederendienst op de lijn geopend op 15 april 1912.
Op 1 januari 1923 werd de lijn verkocht aan de Limburgsche Tramweg-Maatschappij; zes jaar later aan de Maas-Buurtspoorweg. Deze laatste startte de dienst in 1930. In 1932 werd de tram door een busverbinding vervangen. In 1939 werd de lijn weer als tramdienst in gebruik genomen in combinatie met een busdienst. Tegen het einde van de Tweede Wereldoorlog werd de dienst definitief gestaakt op 6 september 1944.